# Pont de Langlois (Van Gogh festményei)

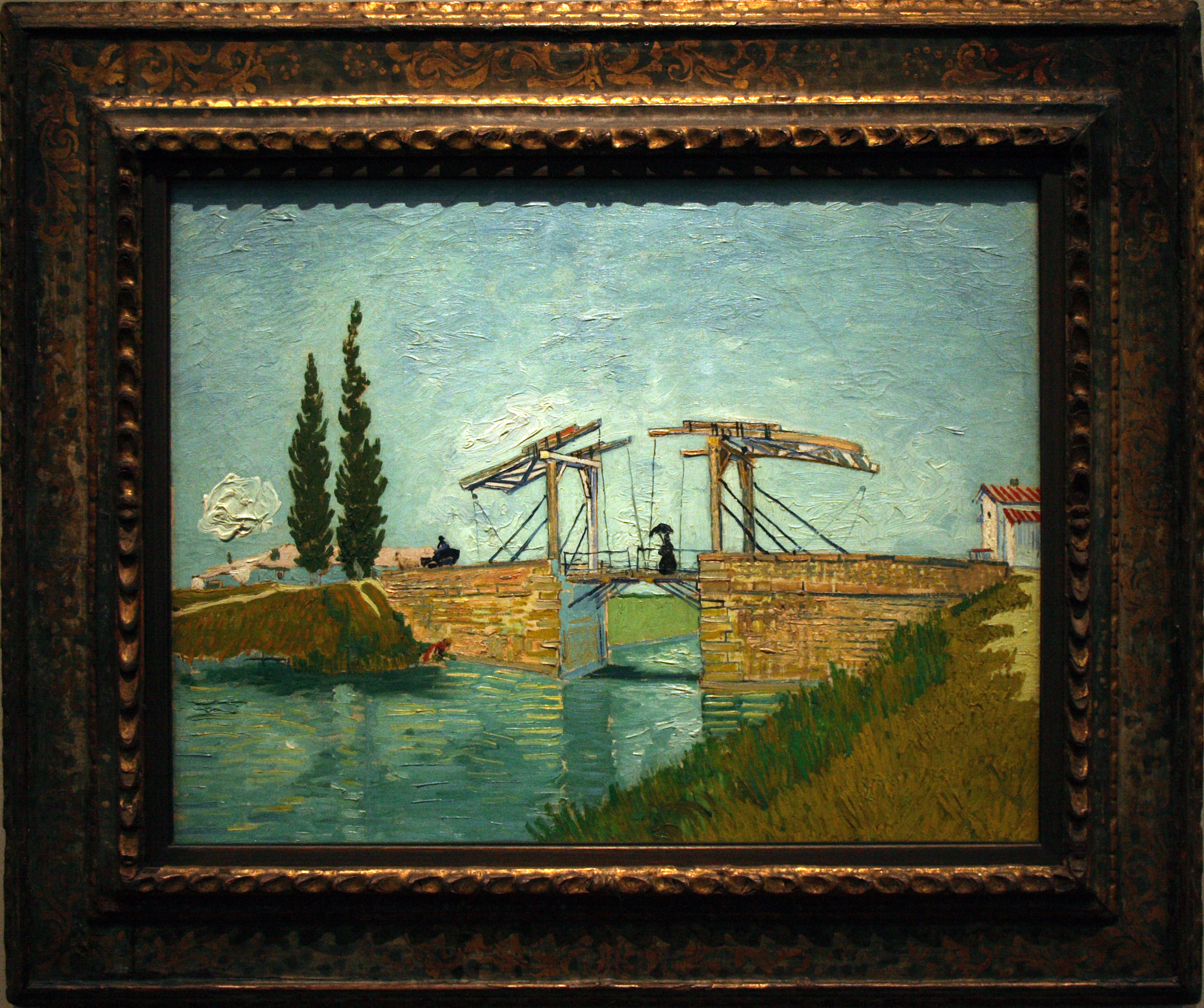
A Kölnben látható kép

A Pont de Langlois (Langlois hídja, más néven az arles-i híd) Vincent van Gogh négy, 1888 tavaszán festett képének a témája és egyben – különböző variációkban – a művészettörténészek által használt elnevezése.
Van Gogh az Arles melletti hidat több változatban festette meg, ezenkívül rajzokat is készített arról. Az 1888 márciusában és áprilisában készített olajfestményeken mosónők is szerepelnek a képen, míg májusban egy esernyős hölggyel örökítette meg a hidat. Mindhárom változatban feltűnik lovaskocsi és a háttérben ciprusok is. A korábbi változat színei vörös árnyalatúak, míg a későbbié világosabbak, tartózkodóbbak. A híd elnevezése – Langlois – az akkori hídőr nevéből származik.
Van Gogh-ot ezek a hidak hazájára emlékeztették, amint arról fivérének írt leveleiben is megemlékezett. A híd nevét azonban félreértette: a hagyatékában szereplő 469. és 488. számú leveleiben azt „Pont de l'Anglais” („Az angol hídja”), nevezi. Ennek következtében a művészettörténetben mindmáig fennmaradt a „Pont de l'Anglois” írásmód is.
Az olajfestmények közül az egyik a kölni Wallraf-Richartz-Museum-ban, a másik az otterloi Kröller-Müller Múzeumban, egy harmadik az amszterdami Van Gogh Múzeumban látható, míg a negyedik magántulajdonban van. Van Gogh ecsetvonásai a kölni festményről itt látható fotón rendkívül plasztikusan jelennek meg.

## Az olajfestmények

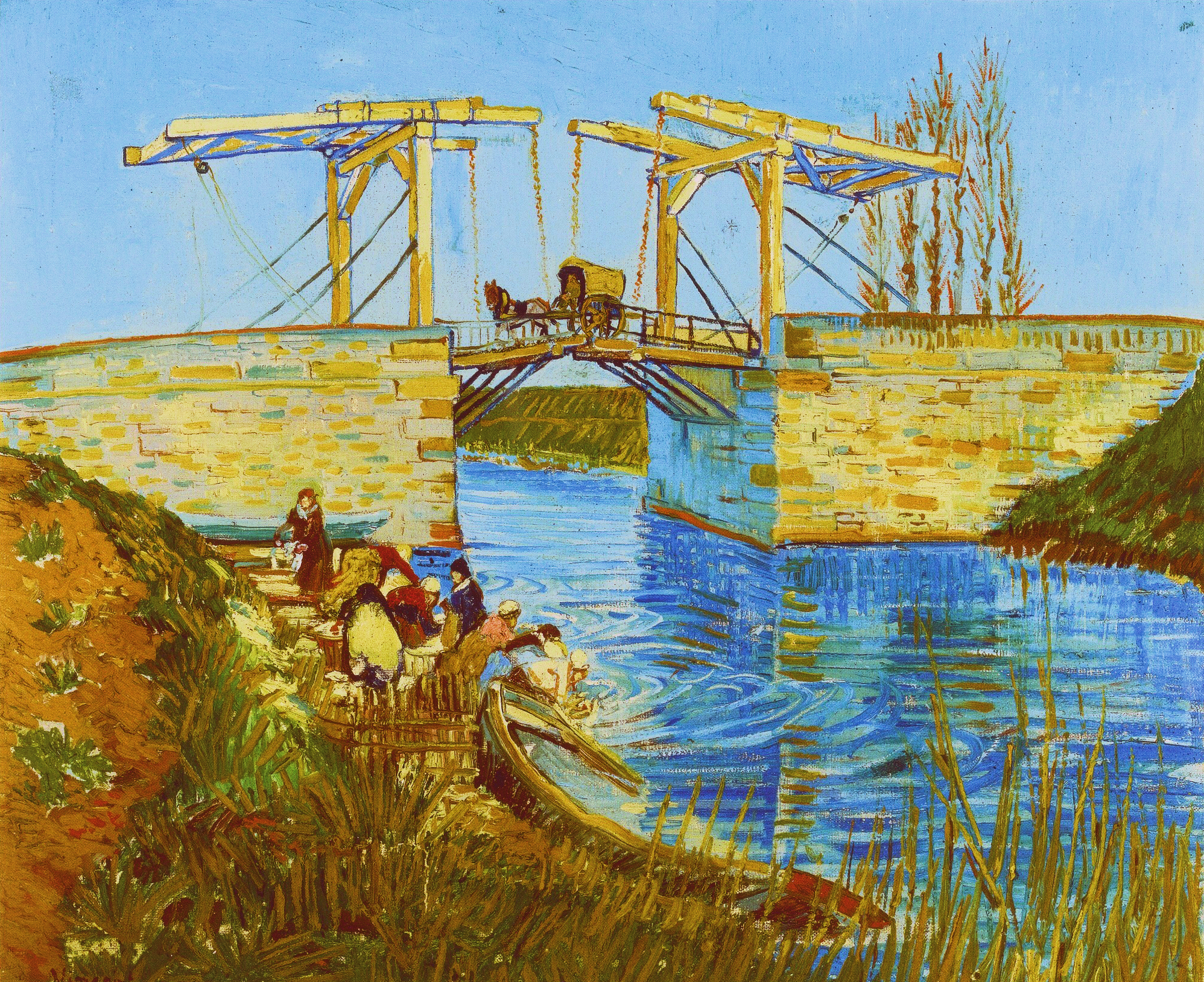
A Langlois híd mosónőkkel (F 397),[1] 1888. március, Kröller-Müller Múzeum, Otterlo (Hollandia)
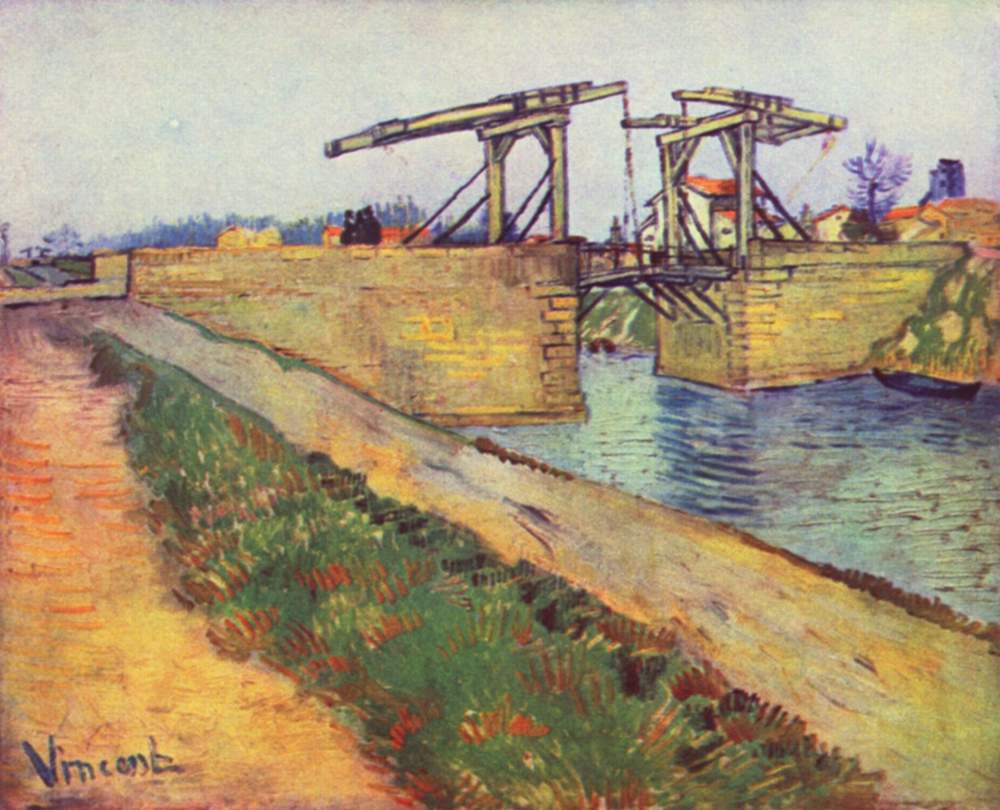
Langlois hídja a csatorna melletti úttal (F 400), 1888. március, Van Gogh Múzeum, Amszterdam
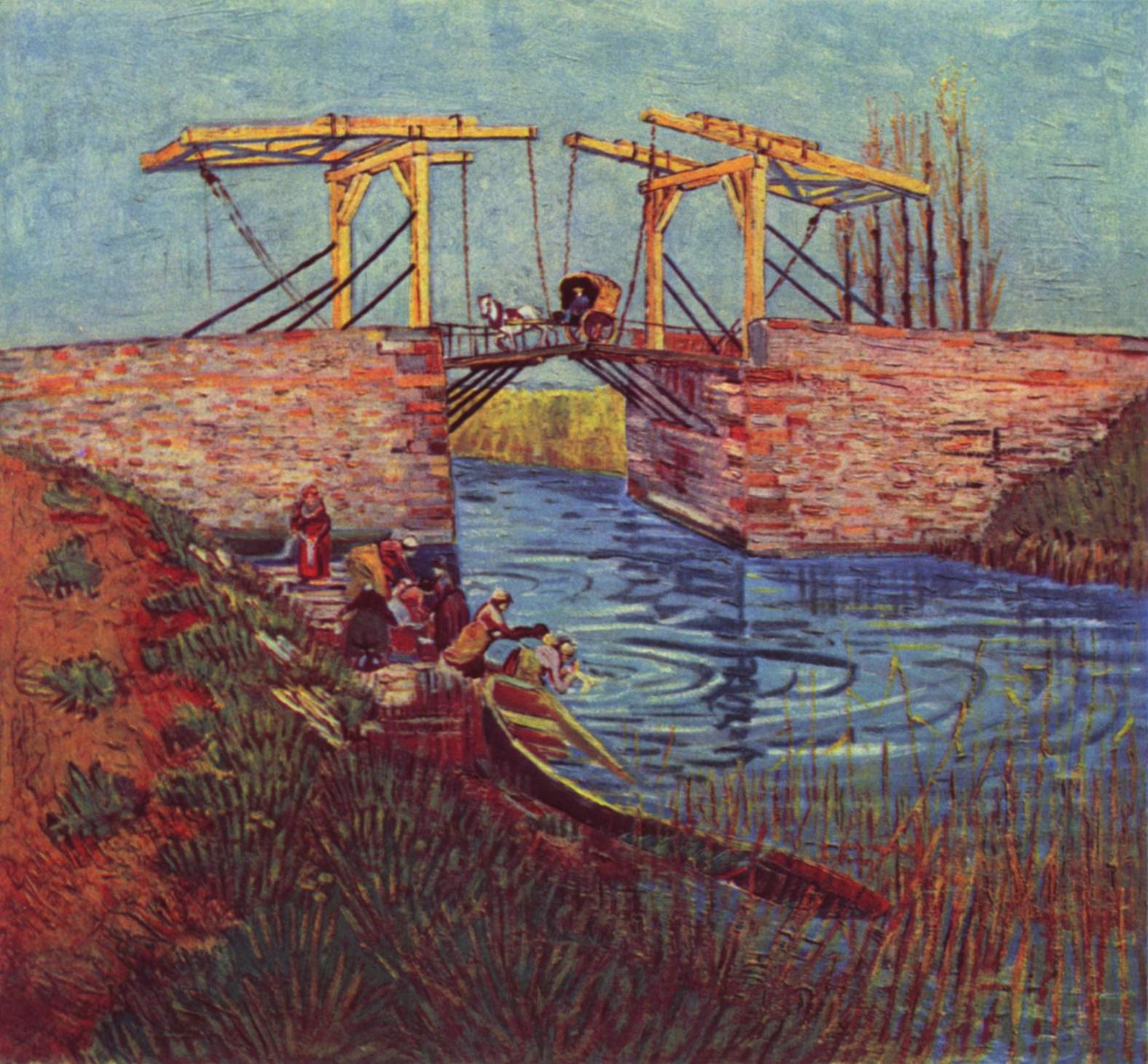
Langlois hídja (F 571), 1888. április, magántulajdon
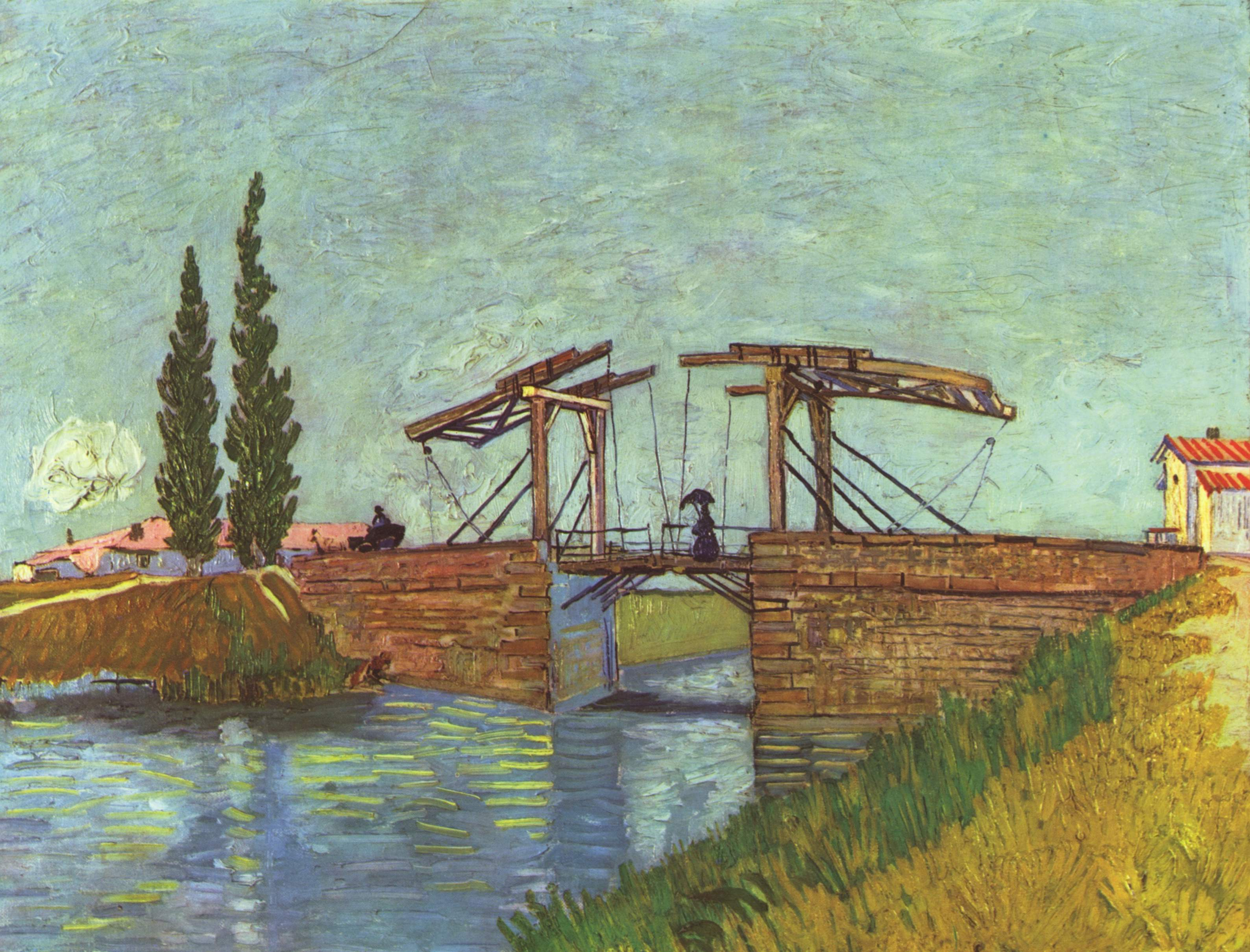
Langlois hídja (F 570), 1888. május, Wallraf-Richartz-Museum, Köln

## További ábrázolások

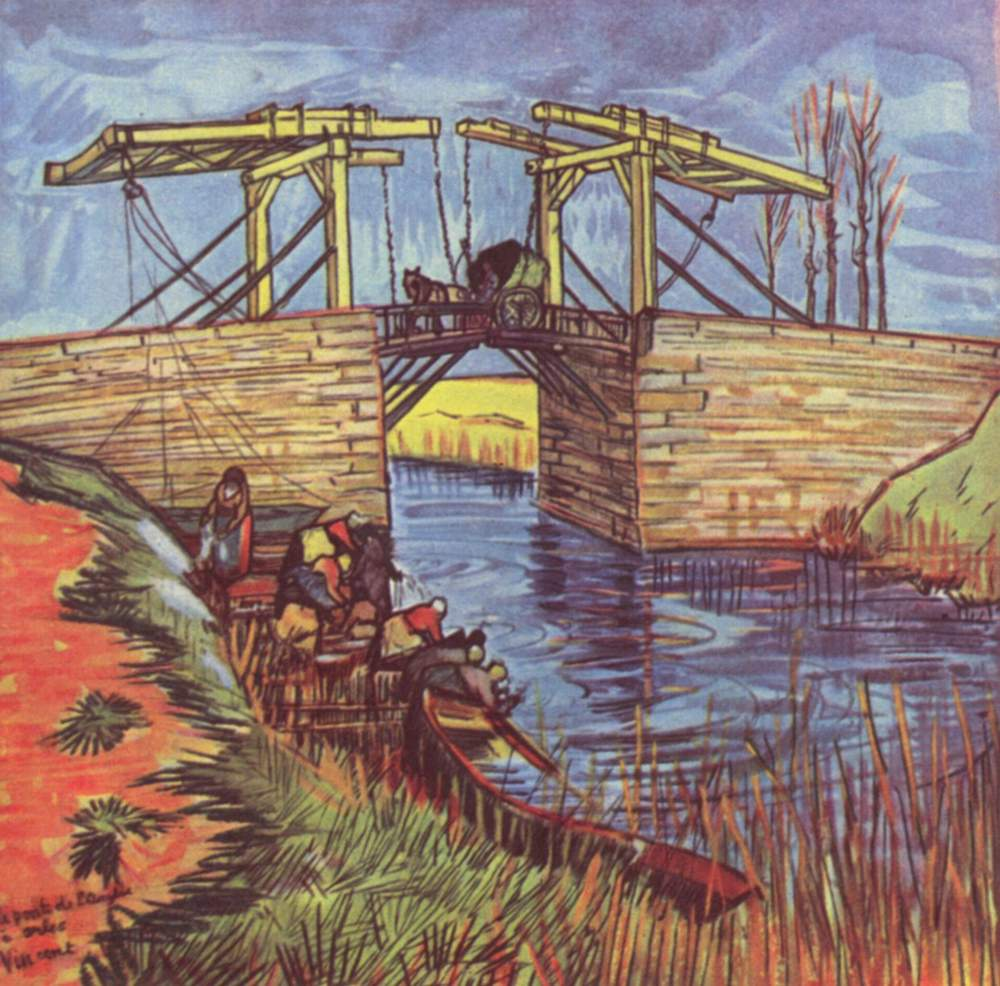
akvarell (F 1480)
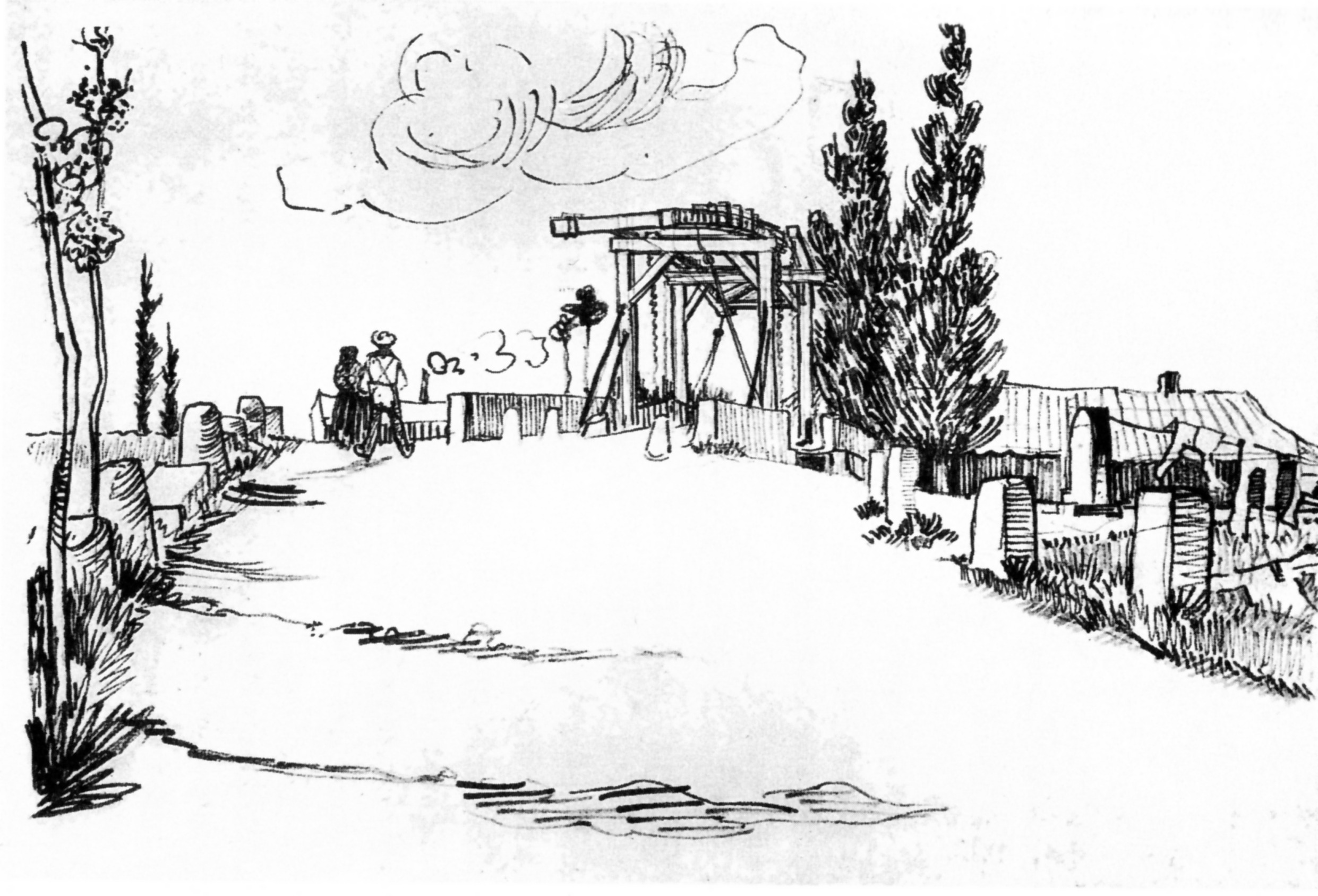
tollrajz (F 1470)
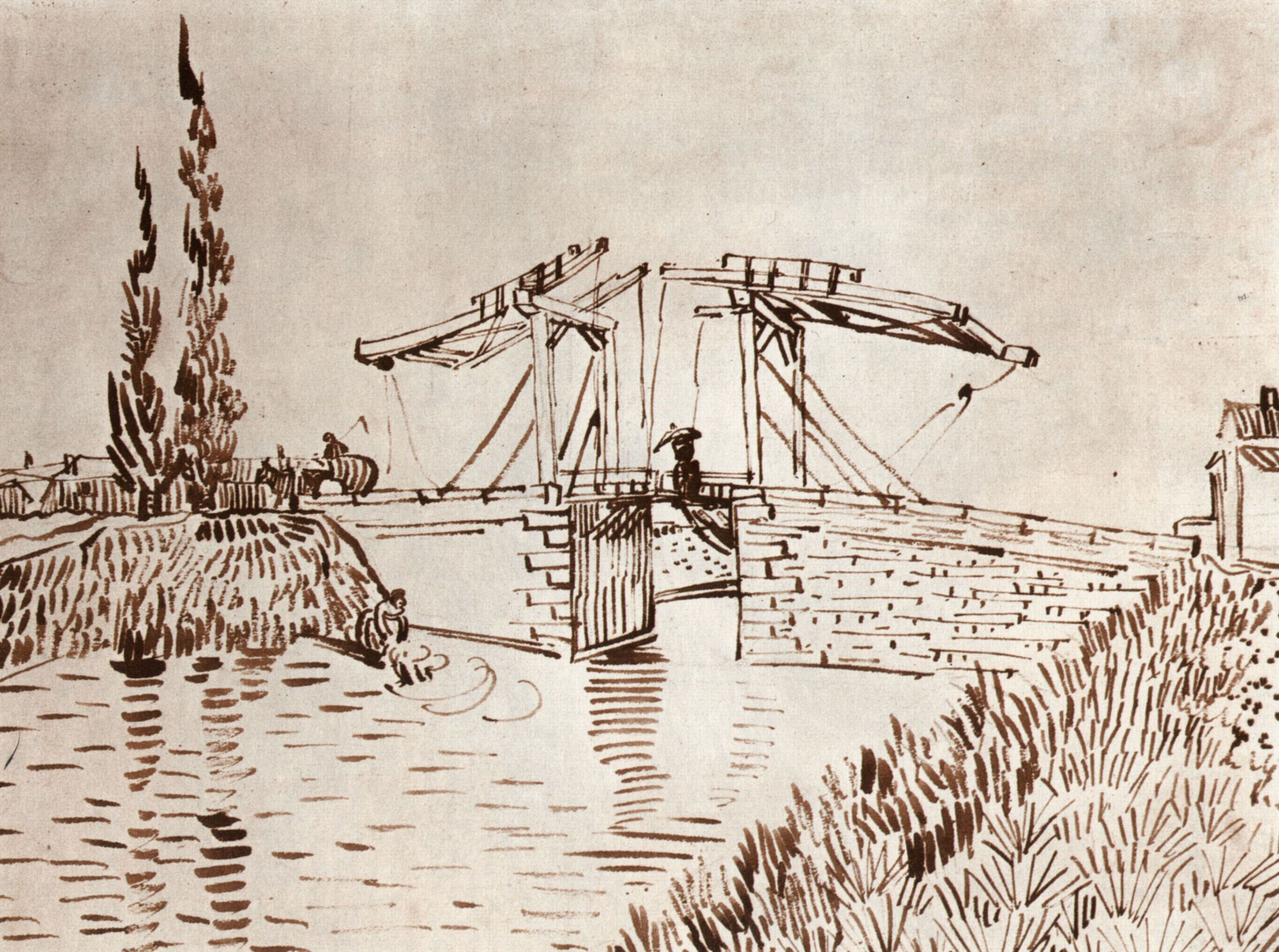
rajz (F 1471)
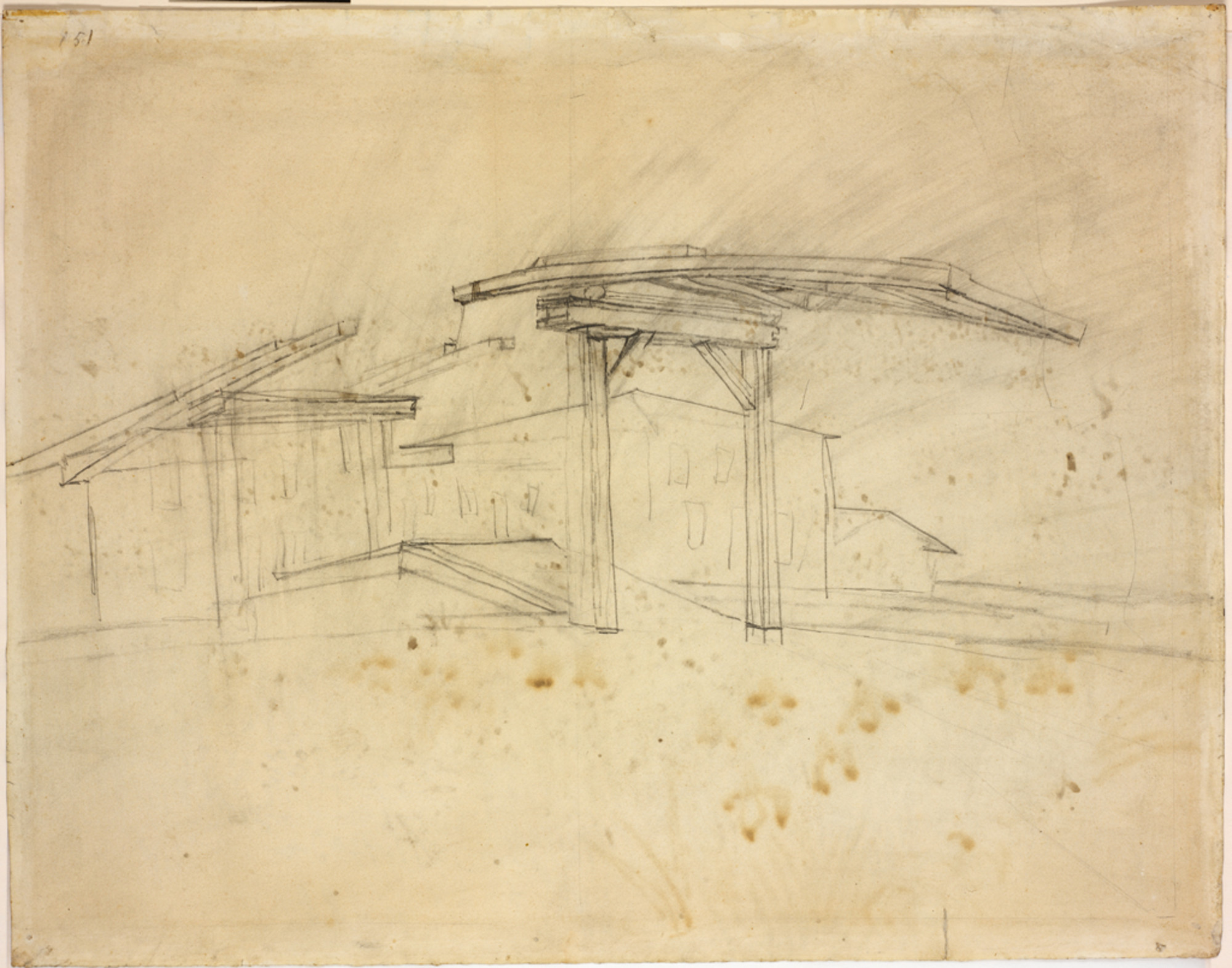
tanulmány (F 1416v)
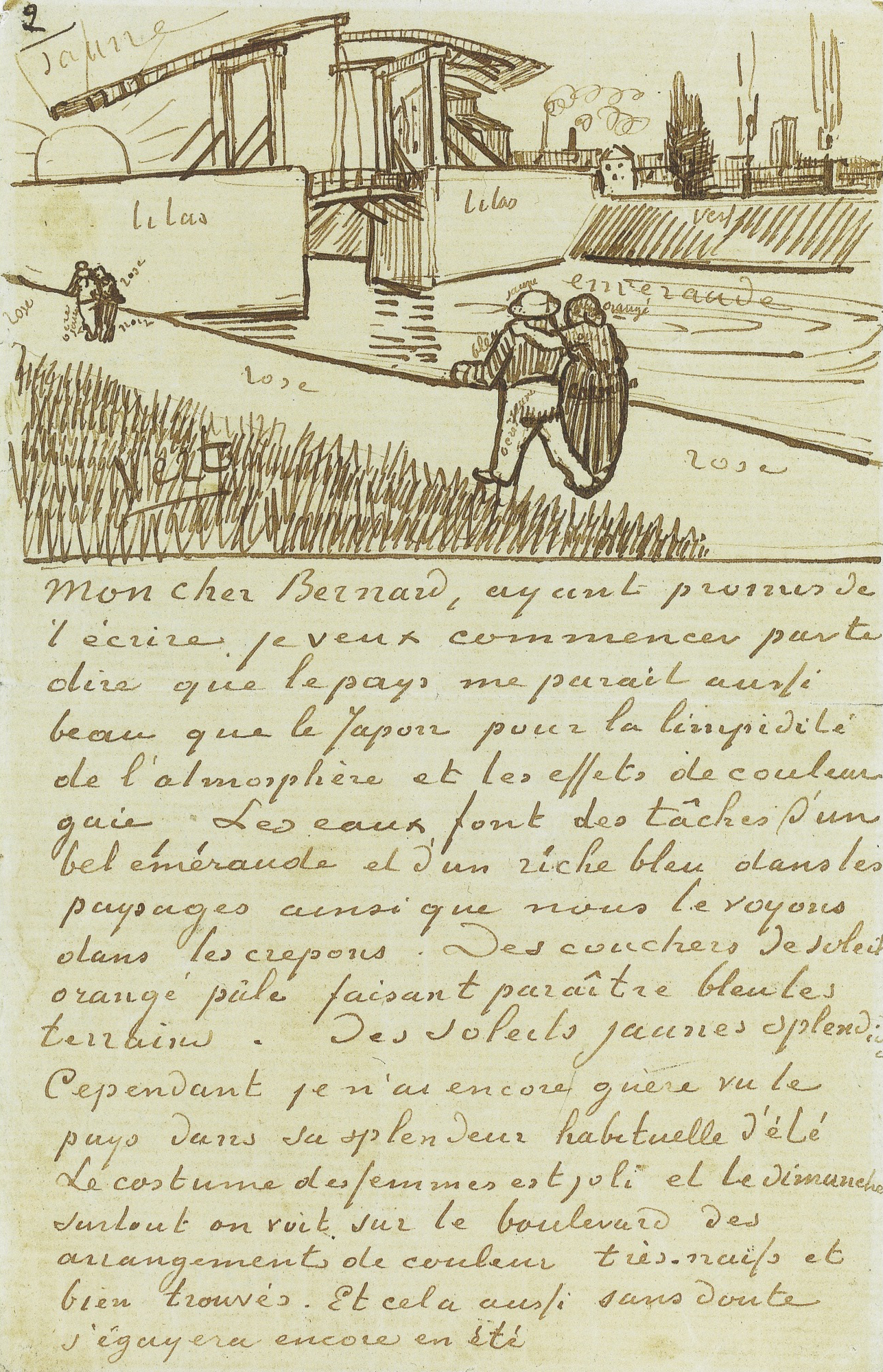
vázlat

## A híd
é. sz. 43° 40′ 29″, k. h. 4° 37′ 10″43.674722°N 4.619444°E

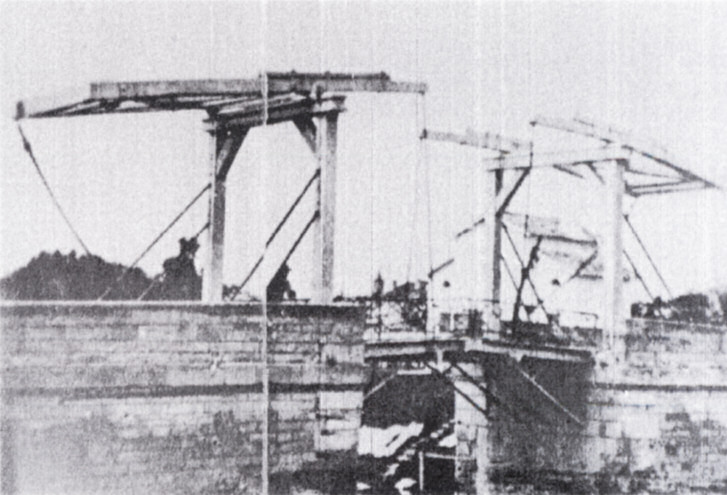
Hidak Arles mellett, 1902

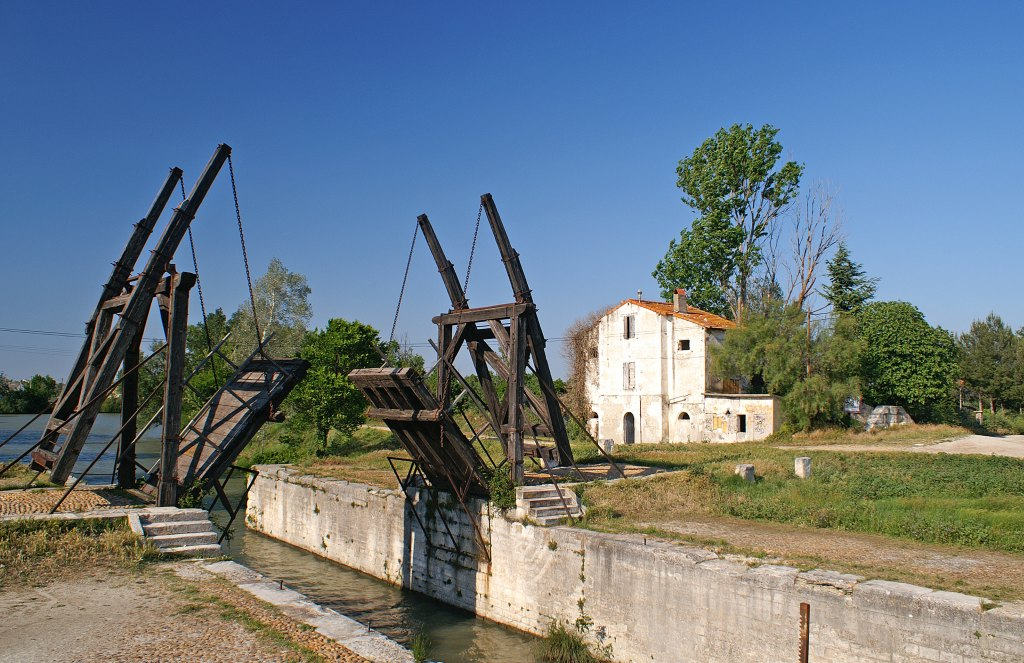
A mai „Van Gogh híd”

Az eredeti, 1820 és 1830 között fából épült, nyitható híd ma már nem létezik. Az Arles-től Bouc felé vezető csatorna abban az időben a jelenlegi N113-as országúttal párhuzamosan haladt. Ezen a csatorna 70. méterénél és 540. méterénél volt egy-egy híd. Van Gogh képeiből kikövetkeztethető, hogy a második hidat örökítette meg.
A mai Van Gogh híd Arles központjától mintegy 3 km-re délre, a városka szélétől 2 km-re található. Ezt 1959-ben építették fel környékbeli hasonló hidak mintájára, majd 1997-ben felújították. A csatorna további szakaszán még 8-10 hasonló híd áll.

## Külső hivatkozások
- Van Gogh Art Festival (francia nyelven)
- Kurzbericht zu Maltechnik und Zustand des Gemäldes im Wallraf-Richartz-Museum

1. ↑  Van Gogh a munkáinak rendszerezésére bevezetett egy számozást, amit de la Faille katalógusa is követ.
2. ↑  Légifelvétel 1950-ből[halott link]
3. ↑  Ville d'Histoire et de Patrimoine. [2007. október 30-i dátummal az eredetiből archiválva]. (Hozzáférés: 2008. július 20.)